# Pagurus decimbranchiae
Pagurus decimbranchiae is een tienpotigensoort uit de familie van de Paguridae. De wetenschappelijke naam van de soort is voor het eerst geldig gepubliceerd in 2001 door Komai & Osawa.